# Open de Scandinavie
 (mars 2017).
Si vous disposez d'ouvrages ou d'articles de référence ou si vous connaissez des sites web de qualité traitant du thème abordé ici, merci de compléter l'article en donnant les références utiles à sa vérifiabilité et en les liant à la section « Notes et références ».
L'Open de Scandinavie est un ancien tournoi professionnel de golf du Tour Européen PGA. Disputé de 1973 à 1990, le recordman de victoire est l'espagnole Severiano Ballesteros. En 1991, le tournoi fusionne avec le PLM Open, le nouveau tournoi prend le nom de Nordea Masters.

## Palmarès
| année | Vainqueur             | Nationalité      | Score       |
| ----- | --------------------- | ---------------- | ----------- |
| 1973  | Bob Charles           | Nouvelle-Zélande | 278 (-10)   |
| 1974  | Tony Jacklin          | Angleterre       | 279 (-5)    |
| 1975  | George Burns          | États-Unis       | 279 (-5)PO  |
| 1976  | Hugh Baiocchi         | Afrique du Sud   | 271 (-17)   |
| 1977  | Bob Byman             | États-Unis       | 275 (-13)   |
| 1978  | Severiano Ballesteros | Espagne          | 279 (-9)    |
| 1979  | Sandy Lyle            | Écosse           | 276 (-12)   |
| 1980  | Greg Norman           | Australie        | 276 (-12)   |
| 1981  | Severiano Ballesteros | Espagne          | 273 (-11)   |
| 1982  | Bob Byman             | États-Unis       | 275 (-9)    |
| 1983  | Sam Torrance          | Écosse           | 280 (-8)    |
| 1984  | Ian Woosnam           | Pays de Galles   | 280 (-4)    |
| 1985  | Ian Baker-Finch       | Australie        | 274 (-14)   |
| 1986  | Greg Turner           | Nouvelle-Zélande | 270 (-18)PO |
| 1987  | Gordon Brand Jnr      | Écosse           | 277 (-11)PO |
| 1988  | Severiano Ballesteros | Espagne          | 270 (-18)   |
| 1989  | Ronan Rafferty        | Irlande du Nord  | 268 (-20)   |
| 1990  | Craig Stadler         | États-Unis       | 268 (-20)   |